# Baruipur
Baruipur é uma cidade e um município no distrito de South Twentyfour Parganas, no estado indiano de Bengala Ocidental.

## Geografia
Baruipur está localizada a 22° 21′ 56″ N, 88° 25′ 57″ L. Tem uma altitude média de 9 metros (30 pés).

## Demografia
Segundo o censo de 2001, Baruipur tinha uma população de 44 964 habitantes. Os indivíduos do sexo masculino constituem 51% da população e os do sexo feminino 49%. Baruipur tem uma taxa de literacia de 84%, superior à média nacional de 59,5%; com 52% para o sexo masculino e 48% para o sexo feminino. 8% da população está abaixo dos 6 anos de idade.